# Controle de armamento

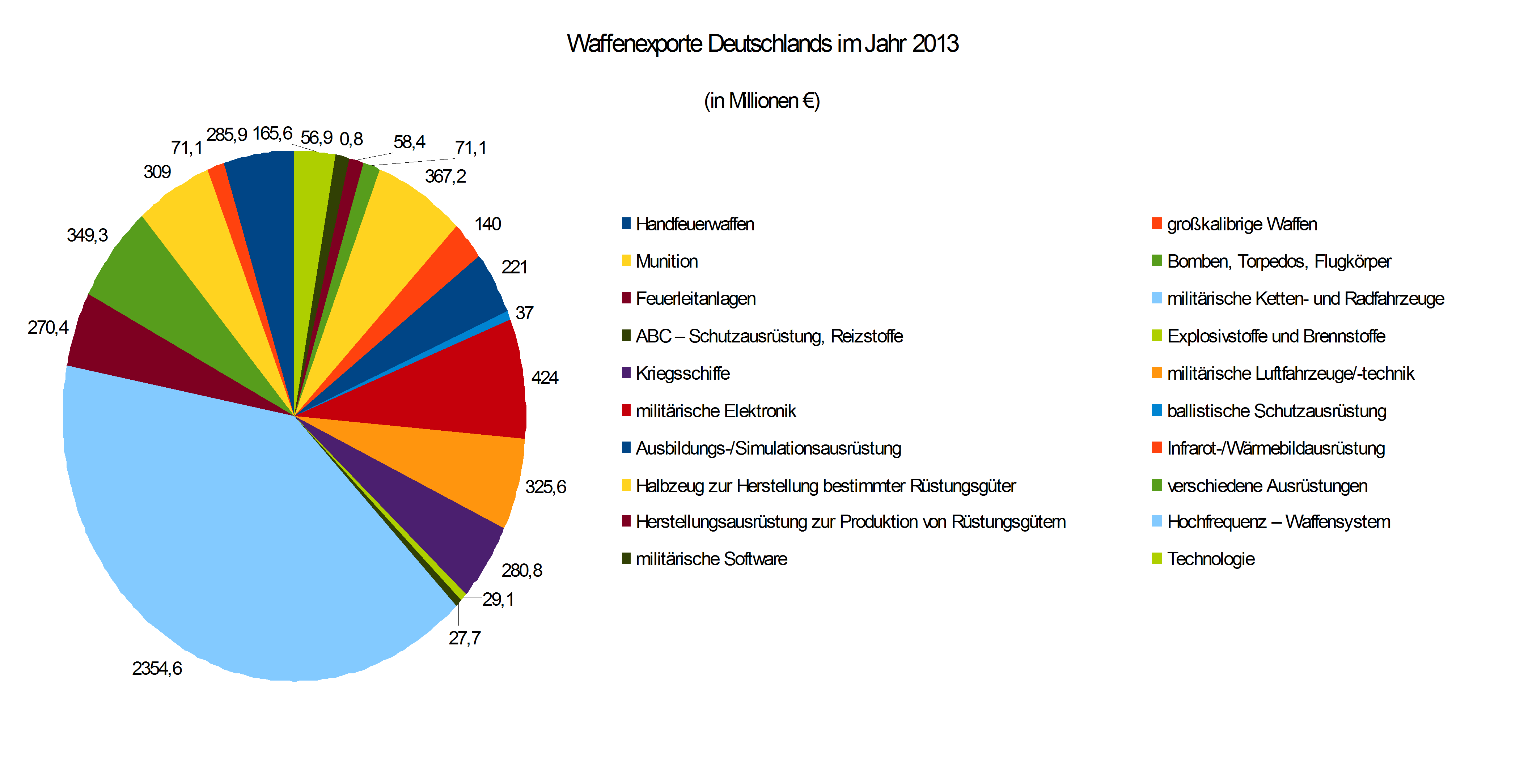
Exportações de Armas em 2013 (em alemão)

No contexto das relações internacionais, controle de armamento  ou controle de armas refere-se ao conjunto de restrições internacionais ao desenvolvimento, à produção, ao armazenamento, à proliferação e ao uso de armas, incluindo pequenas armas, armas convencionais e armas de destruição em massa. O controle de armas pode ser exercido por consenso, através da diplomacia, com  o estabelecimento  acordos e tratados internacionais. No entanto, medidas coercitivas podem ser tomadas por um país ou grupo de países hegemônicos para obrigar uma  determinada país nação a aceitar as restrições internacionais.

## História
O primeiro e único registo de ataque com ogivas nucleares a um país ocorreu durante a Segunda Guerra Mundial e foi perpetrado pelos Estados Unidos contra o Japão, em agosto de 1945, provocando a rendição incondicional das forças japonesas.
Ao fim da Segunda Guerra Mundial, seguiu-se a chamada Guerra Fria, período em que se inicia a corrida armamentista entre a União Soviética e os Estados Unidos, que haviam se tornado as  nações mais poderosas do mundo. Nesse período (1945-1991) marcado por disputas estratégicas e conflitos indiretos,  vários tratados sobre controle de armas foram firmados.
Em 1968, foi assinado o Tratado de não proliferação de armas nucleares (TNP), que passou a vigorar em  5 de março de 1970. Originalmente, seu objetivo era limitar o armamento nuclear em poder dos cinco países que  reconheciam ser detentores de armas nucleares - Estados Unidos, Rússia, Reino Unido, França e China, ou seja,  os cinco membros permanentes do Conselho de Segurança da ONU e também os detentores de 90% do arsenal nuclear mundial, sendo o restante distribuído entre Índia, Paquistão e Israel. Pelo Tratado, os países possuidores de armas nucleares se obrigavam a não transferir  essas armas aos chamados "países não-nucleares"  e tampouco a ajudá-los a obtê-las.
Em  maio de 1972, o presidente dos EUA, Richard Nixon, e o Secretário-geral do Comité Central do Partido Comunista da URSS, Leonid Brezhnev, assinaram o Tratado sobre Mísseis Antibalísticos, com o objetivo de limitar o número de mísseis antibalísticos dos seus respectivos países. O tratado esteve em vigor até 2002.
Em 2002,  Estados Unidos e Federação Russa firmaram o Tratado sobre Reduções de Ofensiva Estratégica, visando reduzir o número de ogivas nucleares  de ambos os países. O acordo foi assinado  pelos presidentes Vladimir Putin,  da  Federação Russa, e George W. Bush, dos Estados Unidos.